# Indonesische Badmintonmeisterschaft 2013
Die Indonesische Badmintonmeisterschaft 2013 fand vom 26. bis zum 30. November 2013 in Denpasar statt.

## Sieger und Platzierte
| Disziplin    | Gold                                     | Silber                                         | Bronze                                      |
| ------------ | ---------------------------------------- | ---------------------------------------------- | ------------------------------------------- |
| Herreneinzel | Simon Santoso                            | Hermansyah                                     | Senatria Agus Setia Putra                   |
| Herreneinzel | Simon Santoso                            | Hermansyah                                     | Ihsan Maulana Mustofa                       |
| Dameneinzel  | Maziyyah Nadhir                          | Lindaweni Fanetri                              | Hera Desi Ana Rachmawati                    |
| Dameneinzel  | Maziyyah Nadhir                          | Lindaweni Fanetri                              | Febby Angguni                               |
| Herrendoppel | Agripina Prima Rahmanto Hardianto        | Bona Septano Fran Kurniawan                    | Kenas Adi Haryanto Rangga Yave Rianto       |
| Herrendoppel | Agripina Prima Rahmanto Hardianto        | Bona Septano Fran Kurniawan                    | Muhammad Ulinnuha Yohanes Rendy Sugiarto    |
| Damendoppel  | Komala Dewi Meiliana Jauhari             | Melati Daeva Oktavianti Rosyita Eka Putri Sari | Ririn Amelia Suci Rizky Andini              |
| Damendoppel  | Komala Dewi Meiliana Jauhari             | Melati Daeva Oktavianti Rosyita Eka Putri Sari | Deariska Putri Medita Nurbeta Kwanrico      |
| Mixed        | Alfian Eko Prasetya Shendy Puspa Irawati | Edi Subaktiar Gloria Emanuelle Widjaja         | Afiat Yuris Wirawan Nurbeta Kwanrico        |
| Mixed        | Alfian Eko Prasetya Shendy Puspa Irawati | Edi Subaktiar Gloria Emanuelle Widjaja         | Didit Juang Indrianto Deariska Putri Medita |